# 松江画派
松江画派，又称“云间画派”。

## 历史
明代末期，江南松江府（今上海一带）地区工商业发达，文化艺术兴盛，出现了以顾正谊为首的“华亭派”，赵左为首的“苏松派”，沈士充为首的“云间派”。
其中苏松派和云间派都导源于宋旭，赵左和宋懋晋同师宋旭，沈士充师宋懋晋，兼师赵左。这些画家，除宋旭外，都是松江府人，风格互有影响，故总称“松江派”。其时董其昌的书画，为一时之宗，与陈继儒并称于世。。
最早提出“松江派”的是范允临《输蓼馆集》：“此意唯云间诸公知之，故文度、元宰、元庆诸名氏，能力追古人，各自成家。而吴人见而诧曰，松江派耳。”唐志契《绘事微言》也说：“文人学画山水，易入松江派头”。

## 流派特色
他们在美学思想和绘画风格上基本一致，讲究水晕墨章，古雅神韵，富于江南清疏情致，一般认为该画派对后世及“海上画派”的形成具有较大影响。

## 代表画家
- 董其昌
- 莫是龙
- 陈继儒
- 程嘉燧